# Phyllanthus kidna
Espèce
Statut de conservation UICN

 CR  : 
En danger critique
Phyllanthus kidna Challen & Petra Hoffm. est une espèce de plantes à fleurs de la famille des Phyllanthaceae et du genre Phyllanthus. C'est un arbre endémique du Cameroun.

## Étymologie
Son épithète spécifique kidna est le nom donné à la plante par la population Ewondo.

## Description
Phyllanthus kidna est un arbre d'environ 10 à 15 m, avec un diamètre à hauteur de poitrine de 15 à 20 cm, élargi à la base.

## Distribution
Elle a été récoltée en 2002, en 2004, dans le parc de la Méfou (Mefou Proposed National Park), notamment sur la route allant vers Ndanan I (région du Centre), puis revue sur le même site en 2006 par Martin Cheek. En 2011 on ne lui connaissait pas d'autre localisation. C'est pourquoi elle a été évaluée à ce moment-là « en danger critique d'extinction » selon les critères de l'UICN. Cependant, en 2017, elle ne figure pas sur la liste rouge de l'UICN.